# 1707 w muzyce
Wydarzenia muzyczne w 1707 roku.

## Wydarzenia
- 17 października Johann Sebastian Bach poślubił swoją kuzynkę, Marię Barbarę
- Georg Friedrich Händel spotkał Domenico Scarlattiego w Wenecji. Gościł też w Rzymie u kardynała Ottoboniego, gdzie według legendy Haendel i Antonio Scarlatti mieli przeprowadzić muzyczny „pojedynek”
- Antonio Caldara porzucił swą pracę w Mantui, by zostać maestro di cappella książąt Ruspoli w Rzymie
- William Croft został „Master of the Children” w Chapel Royal, po Jeremiahu Clarke’u

## Dzieła
- Georg Friedrich Händel Dixit Dominus
- Tomaso Albinoni concerti op. 5
- Johann Sebastian Bach kantata 4 Christ lag in Todesbanden
- Alessandro Scarlatti Cain, overo Il primo omicidio (oratorium)
- Isaac Watts Hymns and Spiritual Songs (w tym: „When I Survey the Wondrous Cross”)

## Dzieła operowe
- Nicola Fago – Radamisto
- Georg Friedrich Händel – Rodrigo
- Johann Christoph Pepusch – Thomyris, Queen of Scythia
- Agostino Steffani – Arminio
- Antonio Lotti – Achille placato

## Urodzili się
- 18 grudnia – Charles Wesley, angielski teolog i reformator religijny, autor hymnów (zm. 1788)

Data dzienna nieznana
- Michel Corrette, francuski organista, kompozytor i pedagog muzyczny (zm. 1795)

## Zmarli
- 26 kwietnia – Johann Christoph Denner, niemiecki konstruktor instrumentów dętych drewnianych epoki baroku, wynalazca klarnetu (ur. 1655)
- 9 maja – Dietrich Buxtehude, duński organista i kompozytor (ur. 1637)
- 20 sierpnia – Nicolas Gigault, francuski organista i kompozytor (ur. 1627)
- 1 grudnia – Jeremiah Clarke, angielski kompozytor (ur. 1674)
- Julie d’Aubigny („La Maupin”), francuska śpiewaczka operowa (kontralt) (ur. 1670)
- (prawdopodobnie) – Henry Playford, angielski wydawca muzyczny (ur. 1657)